# Loi de protection des femmes de 2006 (Pakistan)

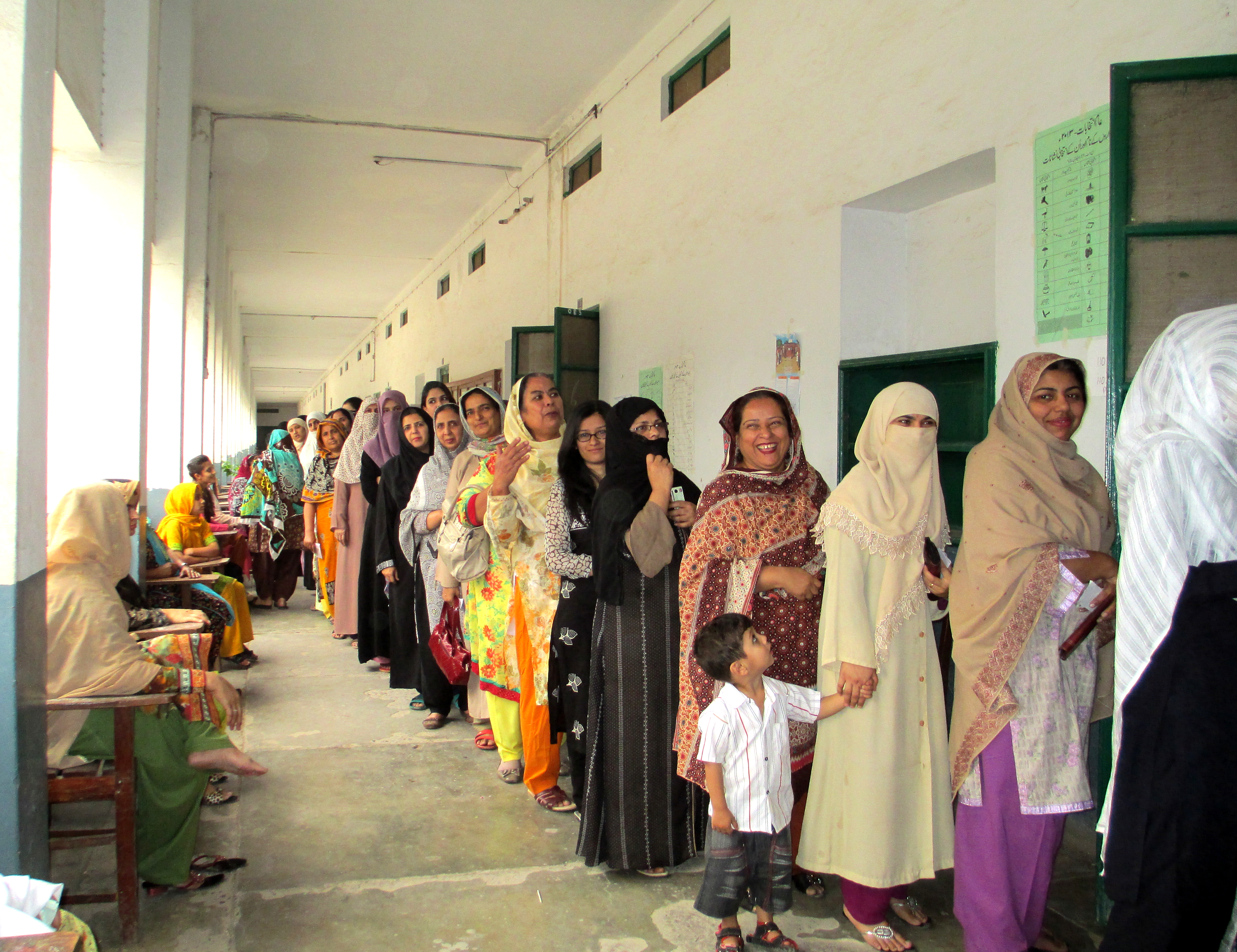
Femmes votants lors des élections législatives de 2013.

La loi de protection des femmes (en ourdou : خواتین کے تحفظ کے بل ; en anglais : Women's Protection Bill) est un acte législatif voté par l'Assemblée nationale du Pakistan le 15 novembre 2006. Elle vise à revenir sur certaines dispositions des ordonnances Hudood promulguées en 1979 par le régime militaire de Muhammad Zia-ul-Haq, le chef de l'armée, qui entendait islamiser la société pakistanaise. La loi progressiste de 2006 est votée par un autre régime militaire, celui de Pervez Musharraf arrivé au pouvoir en 1999.
La loi change surtout les dispositions concernant le viol, supprimant l'exigence selon laquelle la femme doit apporter quatre témoins masculins pour prouver son non-consentement et empêcher qu'elle soit poursuivie pour relation hors mariage ou adultère. Ce dernier n'est d'ailleurs plus soumis à la peine de mort et les juridictions religieuses ne sont plus compétentes. La loi interdit aussi les relations sexuelles avec des filles de moins de seize ans, ainsi que les enlèvements de femmes et mariages forcés.

## Contexte et adoption de la loi

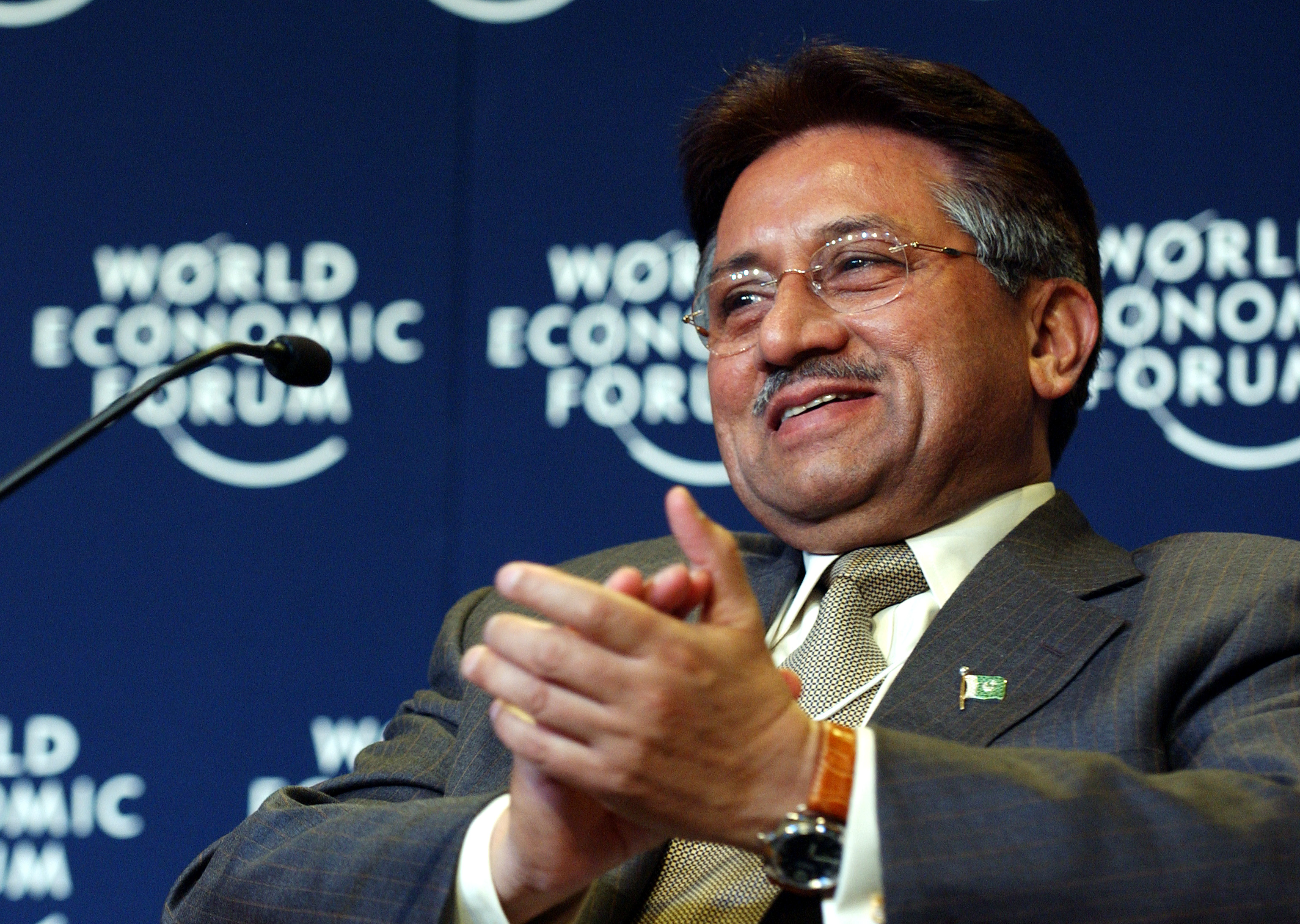
Pervez Musharraf en 2004.

En 1977, le gouvernement du Parti du peuple pakistanais du Premier ministre Zulfikar Ali Bhutto est renversé par le chef de l'armée pakistanaise Muhammad Zia-ul-Haq, qui instaure un régime militaire qui durera près de onze ans. Afin de se créer une légitimité, le général entend islamiser en profondeur la société pakistanaise. À ce titre, il adopte les ordonnances Hudood en 1979 afin d'augmenter considérablement les dispositions religieuses dans la loi. En 1999, un autre chef de l'armée prend le pouvoir à la suite d'un coup d’État. Pervez Musharraf applique une logique inverse à Zia-ul-Haq dans son pouvoir, tentant de revenir sur certaines de ces dispositions.
En 2006, le Premier ministre Shaukat Aziz lance les débats devant l'Assemblée nationale du Pakistan, issue des élections législatives de 2002. Les débats sont difficiles pour le pouvoir mais il réussit à adopter la loi le 15 novembre 2006. Pourtant, près de 44 élus du parti au pouvoir, la Ligue musulmane du Pakistan (Q), refusent de voter la loi. Celle-ci est cependant largement adoptée grâce au soutien du principal parti d'opposition, le Parti du peuple pakistanais. Elle est approuvée par 188 voix sur 342. Les islamistes du Muttahida Majlis-e-Amal contestent la loi et quittent l'hémicycle en protestation. Le Sénat confirme la loi le 2 décembre 2006.

## Dispositions
La loi de 2006 revient surtout sur les dispositions des ordonnances Hudood de 1979 concernant la criminalisation des relations sexuelles hors mariage. Celles-ci prévoyaient notamment qu'une femme victime de viol peut-être poursuivie en justice pour adultère ou relation hors mariage si elle n'est pas en capacité d'apporter le témoignage de quatre hommes confirmant qu'elle ait été contrainte. La loi de 2006 supprime cette condition et désormais, l'article 375 du code pénal pakistanais prévoit que le viol peut être caractérisé dans quatre cas différents : contrainte, absence de consentement, consentement obtenu par la force ou tromperie sur le statut marital de l'homme. De plus, la loi interdit toutes relations sexuelles avec une femme âgée de moins de seize ans, l'assimilant à un viol sans considération du consentement. Enfin, les juridictions religieuses sont dé-saisies des procès en viol, au bénéfice des juridictions civiles.

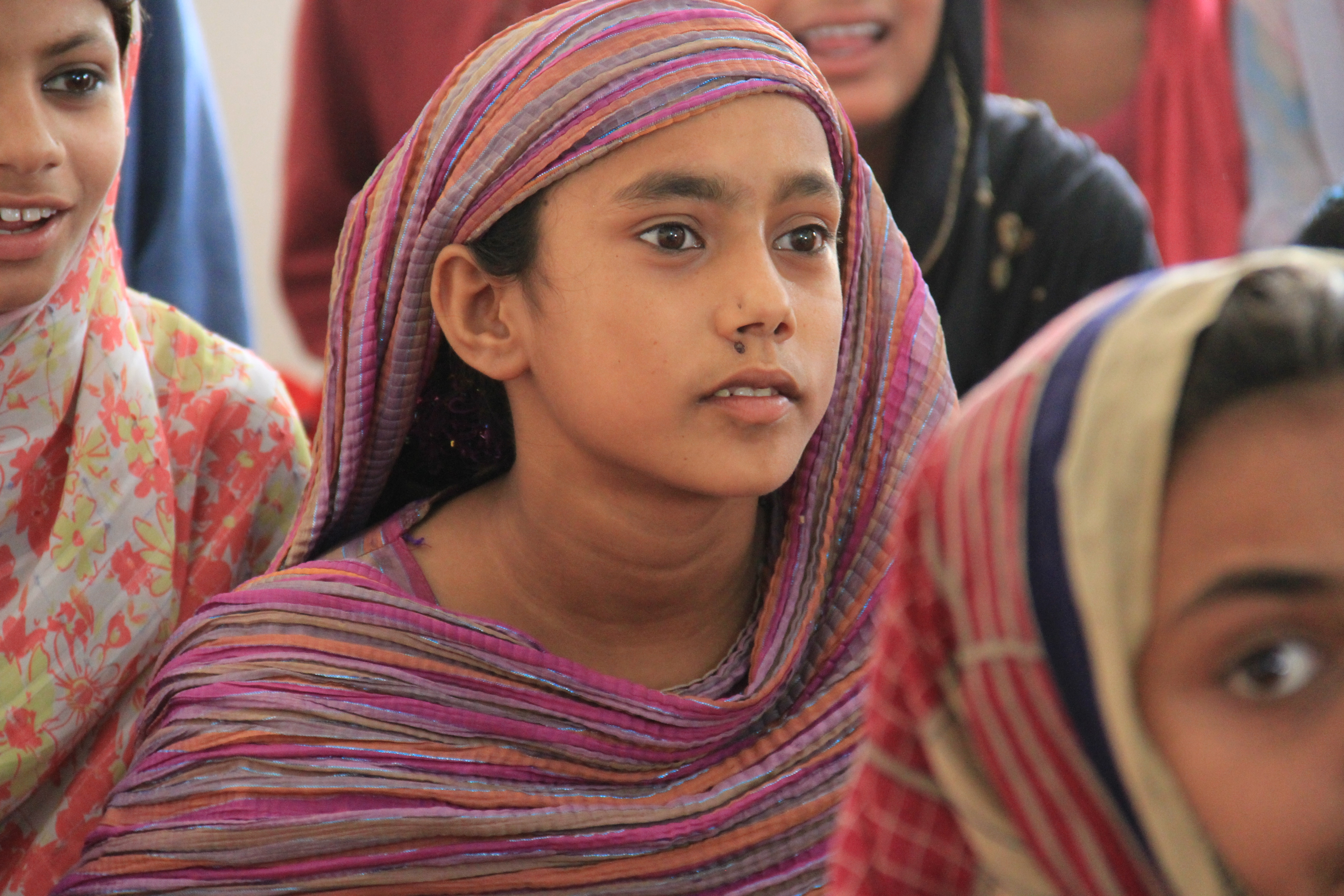
Écolière dans le Sind.

La loi prévoit également des sanctions en cas de d'enlèvement ou de mariage forcé et renforce les dispositions sur le proxénétisme, prévoyant jusqu'à 25 ans de prison pour les personnes tirant bénéfices du trafics de femmes.
La loi maintient toutefois le délit d'adultère mais adoucit considérablement la peine, passant d'une mise à mort par lapidation à une peine de 5 ans de prison maximum ainsi qu'une amende,.

## Développements futurs
En 2010, le gouvernement du Parti du peuple pakistanais fait adopter une loi protégeant contre le harcèlement des femmes sur les lieux de travail (Protection Against Harassment of Women at Workplace Bill, 2010), sous la pression d'associations en faveur des droits des femmes.
En 2015, le gouvernement provincial du Pendjab dirigé par la Ligue musulmane du Pakistan (N) passe une nouvelle loi de protection des femmes, visant plus particulièrement les violences domestiques (Punjab Protection of Women Against Violence Act 2015). Ces violences sont déjà interdites, mais souvent rejetées par les policiers. La loi vise à créer des unités de femmes chargées d’accueillir les victimes de violences et d'engager les poursuites.
Une autre évolution est, en 2018, la Loi sur les personnes transgenres (protection des droits) (Transgender Persons (Protection of Rights) Act),.